# Glandora prostrata
Glandora prostrata es una especie de planta de la familia de las boragináceas.

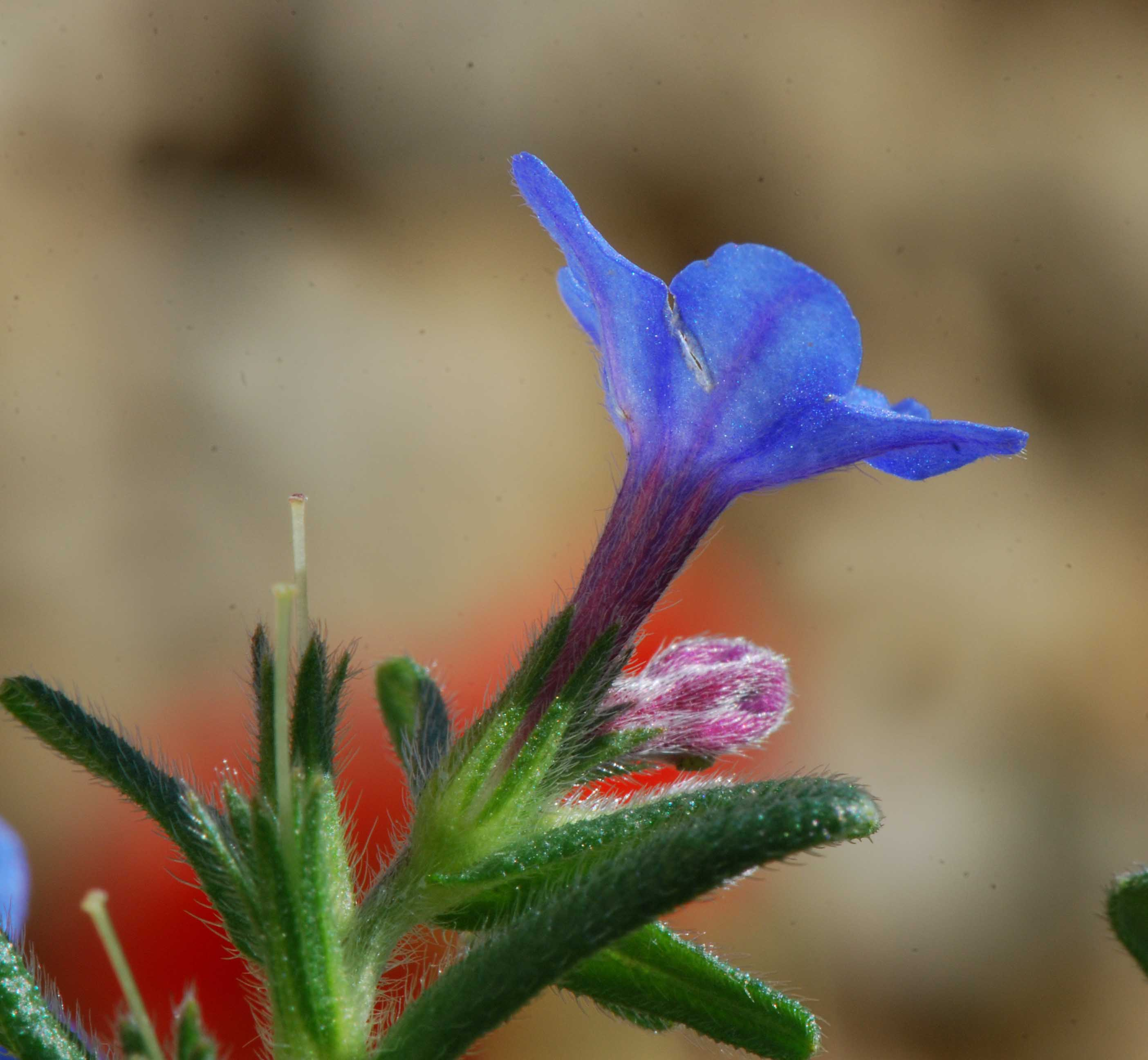
Detalle de la flor

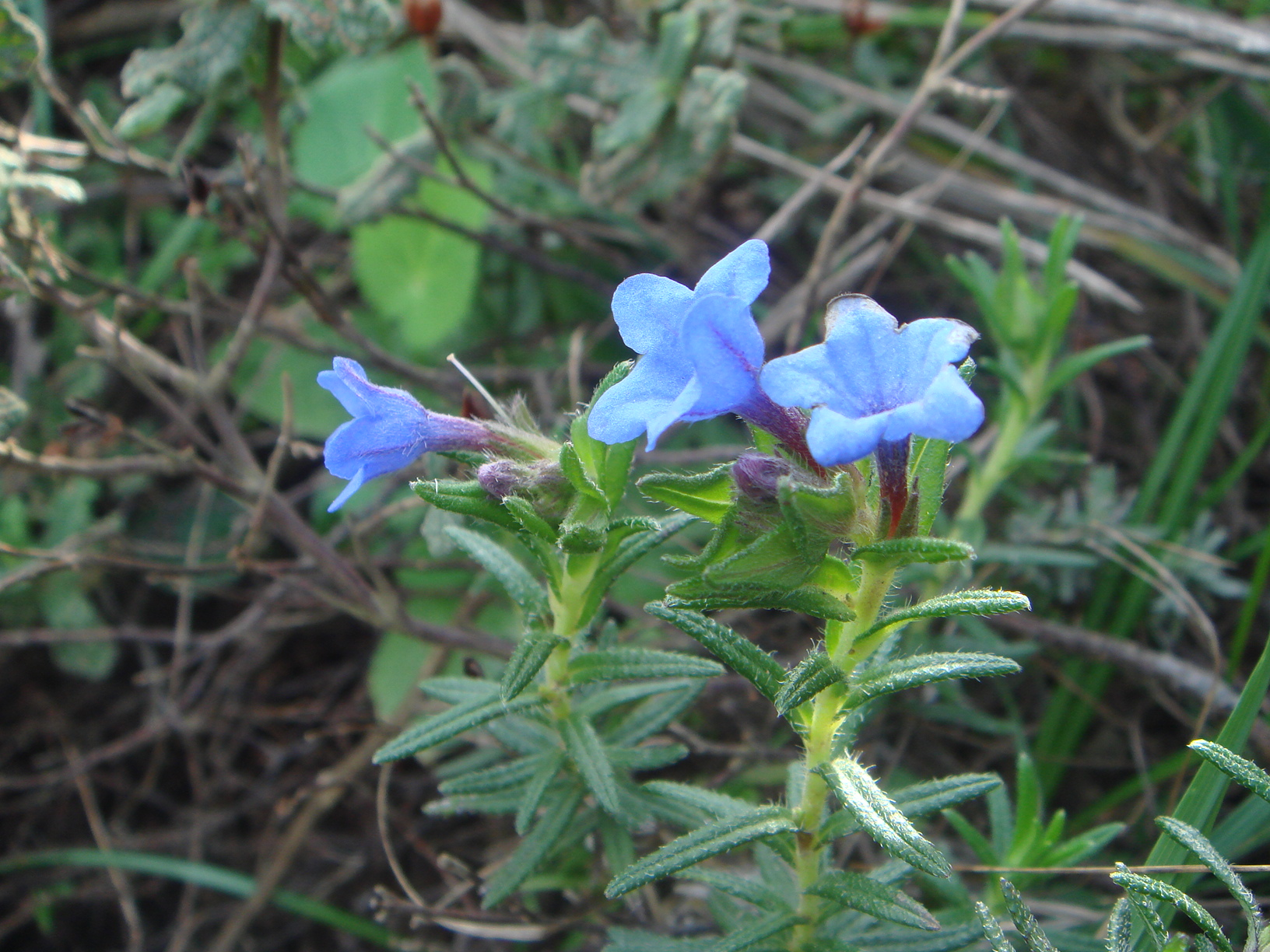
En su hábitat

## Descripción
Mata calcífuga de hasta 50 cm, pelosa. Hojas sin peciolos, con el nervio medio muy marcado sobre el haz y saliente sobre el envés. Corola de 1 a 2 cm, azul o rojiza, con los 5 pétalos soldados para constituir un tubo. Los 5 estambres insertos a distintas alturas sobre el tubo de la corola. Ovario dividido en 4 partes. Florece en invierno y primavera.

## Hábitat
En  matorrales y sotobosques de pinares y alcornocales, taludes rocosos, etc., generalmente en substrato ácido; a una altitud desde el nivel del mar a los 1200 metros.

## Distribución
En el suroeste y noroeste de la península ibérica. En el noroeste de África.
Glandora prostrata subsp. lusitanica es un endemismo ibero-mauritánico-atlántico.

## Taxonomía
Glandora prostrata fue descrita por (Loisel.) D.C.Thomas y publicado en Taxón 57: 94 (2008) 
Citología
Número de cromosomas de Glandora prostrata (Fam. Boraginaceae) y táxones infraespecíficos: 2n=32
Sinonimia
- Lithodora prostrata (Loisel.) Griseb.
- Lithospermum prostratum Loisel.[5]

## Nombre común
Bocheta, chupina, hierba de las siete sangrías, lenguaza portuguesa, sanguinaria, yerba de las siete sangrías.